# Recensement des États-Unis de 1830
Le recensement des États-Unis de 1830 est un recensement de la population lancé le 1er juin 1830 aux États-Unis, qui comptaient alors 12 866 020 habitants dont 2 009 043 esclaves.
| Rang | Ville                            | État             | Habitants |
| ---- | -------------------------------- | ---------------- | --------- |
| 1    | New York                         | État de New York | 202 589   |
| 2    | Baltimore                        | Maryland         | 80 620    |
| 3    | Philadelphie                     | Pennsylvanie     | 80 462    |
| 4    | Boston                           | Massachusetts    | 61 392    |
| 5    | La Nouvelle-Orléans              | Louisiane        | 46 082    |
| 6    | Charleston                       | Caroline du Sud  | 30 289    |
| 7    | Northern Liberties Township (en) | Pennsylvanie     | 28 872    |
| 9    | Cincinnati                       | Ohio             | 24 831    |
| 10   | Albany                           | État de New York | 24 209    |
| 8    | Southwark (en)                   | Pennsylvanie     | 20 581    |